# Бялави-Мале
Бялави-Мале (пол. Białawy Małe) — село в Польщі, у гміні Вінсько Воловського повіту Нижньосілезького воєводства.
Населення — 193 особи (2011).
У 1975-1998 роках село належало до Вроцлавського воєводства.

## Демографія
Демографічна структура станом на 31 березня 2011 року:
|          | Загалом | Допрацездатний вік | Працездатний вік | Постпрацездатний вік |
| -------- | ------- | ------------------ | ---------------- | -------------------- |
| Чоловіки | 95      | 19                 | 69               | 7                    |
| Жінки    | 98      | 18                 | 58               | 22                   |
| Разом    | 193     | 37                 | 127              | 29                   |